# Goniothorax
Goniothorax is een geslacht van kreeftachtigen uit de klasse van de Malacostraca (hogere kreeftachtigen).

## Soort
- Goniothorax ruber A. Milne-Edwards, 1879